# 태인도
태인도(太仁島)는 전라남도 광양시 섬진강 하구에 위치한 섬이다. 태인동, 광양국가산업단지, 배알도해수욕장이 위치한다. 국도 제2호선 태인대교를 통해 남해고속도로 진월 나들목으로 통한다. 또 국도 제59호선 섬진대교를 통해서 남해고속도로의 하동 나들목으로 통한다. 태인교를 통해 광양시내로 접근할 수 있다. 인근으로 광양제철소가 위치한다.

## 같이 보기
- 광양시의 행정 구역